# Place des 44-Enfants-d'Izieu
La place des 44-Enfants-d'Izieu est une voie située dans le quartier de la Maison-Blanche du 13e arrondissement de Paris.

## Situation et accès
La place des 44-Enfants-d'Izieu est desservie à proximité par la ligne 7 à la station Tolbiac.

## Origine du nom
Cette place doit son nom en souvenir des Enfants d'Izieu, gardés par Miron Zlatin et sa femme, Sabine Zlatin, qui furent raflés par la Gestapo à Izieu le 6 avril 1944.

## Historique
La place créée dans les années 2000 sous l'appellation de « voie EP/13 » reçut un toponyme le 19 mai 2005.

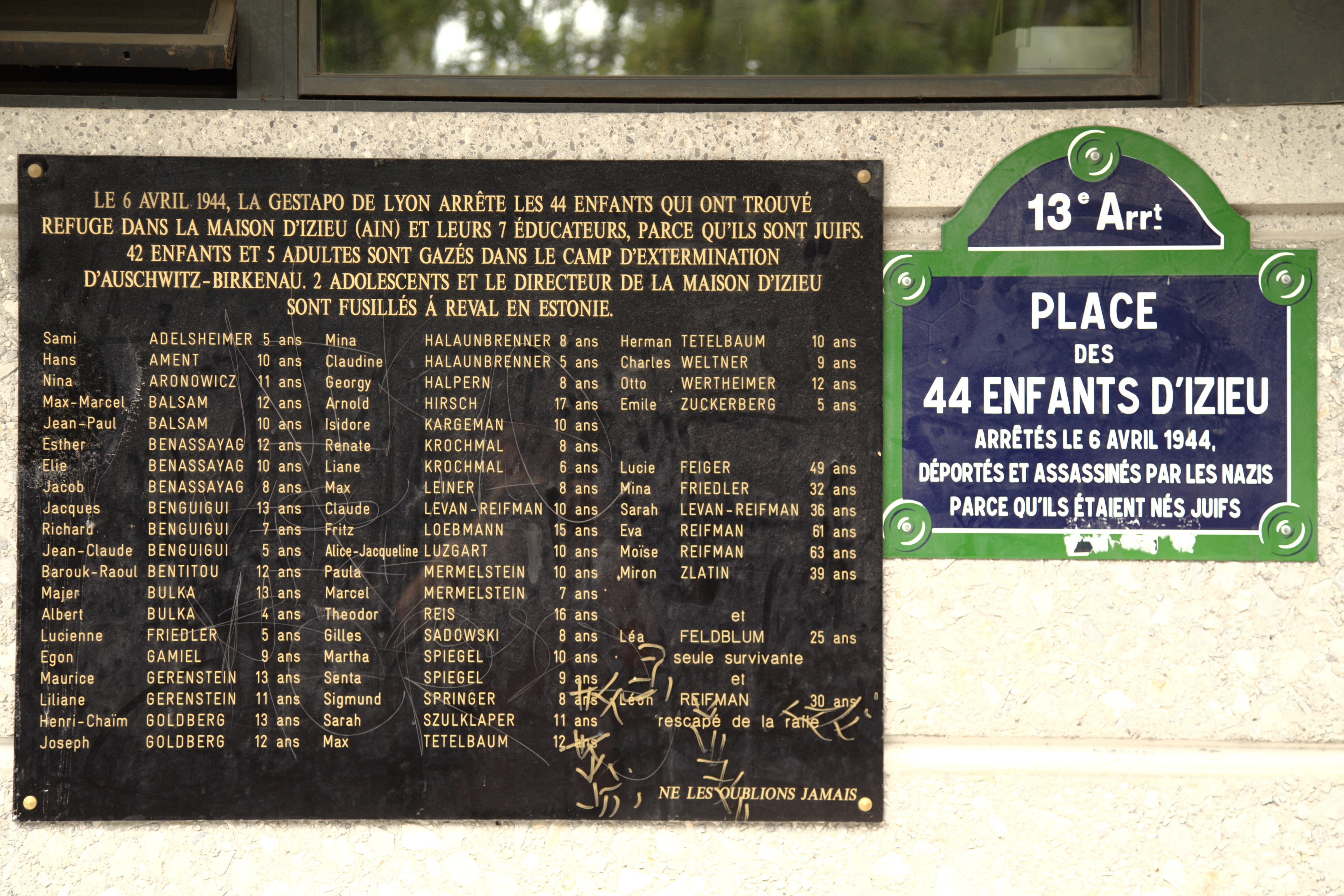
Plaques municipale et commémorative.